# IC 1628
IC 1628 — галактика типу E-S0/P () у сузір'ї Скульптор.
Цей об'єкт міститься в оригінальній редакції індексного каталогу.